# Durro-1
Durro-1 es el nombre de una variedad cultivar de manzano (Malus domestica) Esta manzana está cultivada en la colección de germoplasma de manzanas del CSIC, también está cultivada en la colección de germoplasma de peral y manzano en la "Finca de Gimenells de la Estación Experimental de Lérida - IRTA". Esta manzana es originaria de la Comunidad autónoma de Cataluña, procedente de un ejemplar localizado en 2001 en el Valle de Bohí, Lérida.

## Sinónimos
- "Poma Durro-1",[3]
- "Durro-1 M072",
- "Manzana Durro-1".[7]

## Historia
'Durro-1' es una variedad de manzana de Cataluña, está catalogada con el número de accesión M072 en el Banco de germoplasma de peral y manzano de la Universidad de Lérida, que se encuentra integrado en la Red de Colecciones del Programa de Conservación y Utilización de los Recursos Fitogenéticos para la Alimentación y la Agricultura, del Plan Nacional de I+D+I.
'Durro-1' está considerada con otras muchas de las entradas que se han incorporado al Banco de germoplasma en la "Finca de Gimenells de la Estación Experimental de Lérida - IRTA", provienen de ejemplares únicos, en algunos casos, actualmente desaparecidos, lo que ha permitido paliar la erosión genética que se está dando en estas especies frutales.
'Durro-1' es una variedad que se cultiva para su conservación genética, para posibles usos y mejoras en cruces con otras variedades, para incrementar cualidades o intercambiarlas.

## Características
El manzano de la variedad 'Durro-1' tiene un vigor medio de tipo ramificado, con porte horizontal; ramos con pubescencia débil, de un grosor delgado, con longitud de entrenudos medios, número de lenticelas medio, relación longitud/grosor de los entrenudos grande, tipo de ramos fructíferos "sin predominio"; época de inicio de floración media, yema fructífera de forma cónica de una longitud corta, flor no abierta presenta color del botón floral rosa pálido, flor de tamaño medio, pétalos con posición relativa de los bordes tangentes, inflorescencia con número medio de flores medio, de forma plana o ligeramente cupuliforme, sépalos de color predominante verde, sépalos de longitud media, con los pétalos de longitud media y anchura corta, siendo la relación longitud/anchura de los pétalos más largos que anchos, estilos con longitud en relación con los estambres de la misma longitud, estilos con punto de soldadura lejos de la base.
Las hojas tienen un porte erguido en relación con el ramo, limbo de longitud medio y de anchura medio, con una relación longitud/anchura media, forma del borde ondulada, peciolo con longitud largo, forma del limbo elíptica, aspecto de la superficie del haz medianamente brillante, pubescencia del envés débil, plegamiento de la superficie ondulada, tamaño de la punta grande, forma de la base aguda, estípulas con una forma filiformes, y ángulo del peciolo respecto al ramo mediano.
La variedad de manzana 'Durro-1' tiene un fruto de tamaño y peso grande; forma globosa cónica, relación longitud/anchura media, lados (ausencia o presencia de lados marcados) medio, posición de la anchura máxima hacia el pedúnculo; piel con estado ceroso ausente o muy débil, pruina de la epidermis ausente o muy débil; con color de fondo amarillo verdoso, importancia del sobre color ausente o muy débil, sobre color de superficie ausente, siendo su intensidad ausente, reparto del color en la superficie ausente, acusando unas lenticelas medianas, y una sensibilidad al "russeting" (pardeamiento áspero superficial que presentan algunas variedades) en las caras laterales ausente o muy débil; pedúnculo con una longitud muy largo, y un grosor delgado, anchura de la cavidad peduncular grande, profundidad de la cavidad pedúncular profunda, y con importancia del "russeting" en cavidad peduncular medio; coronamiento por encima del cáliz débil, anchura de la cav. calicina media, profundidad de la cav. calicina media, y con importancia del "russeting" en cavidad calicina ausente o muy débil; ojo medio, cerrado; longitud de sépalo media.
Carne de color crema, con oscurecimiento de la carne al corte fuerte; textura dura, dureza de la carne media, su jugosidad es media; sabor muy bueno; corazón con distinción de la línea fuerte; eje abierto; lóculos carpelares cerrados; porte del sépalo parcialmente extendido; semilla de longitud grande, de anchura ancha, y de color marrón.
La manzana 'Durro-1' tiene una época de maduración y recolección de fruto tardía, finales de otoño. Se usa como manzana de mesa fresca y para sidra.

## Calidad de fruto y prueba de cata
- Peso del fruto: Grande
- Calibre del fruto: Grande
- Longitud del fruto: Grande
- Índice de almidón: Bajo
- Dureza medida de la carne: Media
- Índice refractométrico (IR): Alto
- Acidez titulable: Media
- Jugosidad de la carne: Media
- Textura de la carne: Media
- Dureza sensorial de la carne: Media
- Dulzor: Fuerte
- Acidez: Media
- Intensidad del sabor de la carne: Media
- Sabor: Muy bueno
- Valoración global del fruto: Muy bueno.[3]

## Características Agronómicas
- Afinidad del injerto (compatibilidad): Buena
- Facilidad de formación y poda: Alta
- Tipo de fructificación: Tipo III
- Precocidad varietal: Muy precoz
- Vecería: Baja
- Productividad: Alta
- Necesidad de aclareo: Alta
- Escalonamiento de la maduración del fruto: Medio
- Sensibilidad a la caída en maduración: Media
- Aptitud para la conservación del fruto en árbol: Media
- Aptitud para la conservación del fruto en almacén o cámara: Alta
- Sensibilidad al moteado: Alta
- Sensibilidad al oídio: Alta
- Sensibilidad a pulgón lanígero: Alta[3]